# Sangue venoso

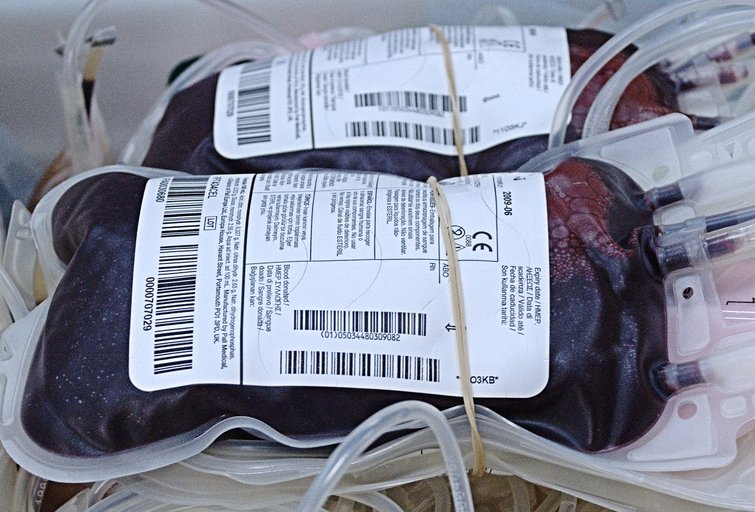
bolsas de sangue

Sangue venoso é o sangue pobre em oxigênio (carregado com dióxido de carbono), que circula pelas veias sistêmicas e pela árvore arterial pulmonar.
- O sangue que circula nas veias pulmonares é arterial — rico em oxigênio.
- O sangue venoso drena para a aurícula direita e o sangue oxigenado drena para a aurícula esquerda.
- As células do organismo consomem oxigênio no processo de obtenção da energia necessária para seu funcionamento.
- Quando o sangue rico em oxigênio (arterial) passa pela proximidade destas células, o oxigênio atravessa a membrana capilar, por difusão e passa àquelas células.
- A menor quantidade de oxigênio muda as características físicas do sangue, passando o mesmo de vermelho vivo para uma tonalidade vermelho escuro, tanto mais intensa quanto menos oxigênio residual esteja presente.[1]
- O sangue venoso segue a parte venosa da Grande circulação até atingir no coração a aurícula direita, o ventrículo direito, as artérias, arteríolas e capilares pulmonares.
- Nos alvéolos pulmonares o oxigênio do ar respirado, novamente por difusão, passa ao sangue, transformando-o em sangue arterial.
- A principal célula sanguínea envolvida é a hemácia. A principal proteína envolvida é a hemoglobina.